# Pseudopanurgus virginicus
Pseudopanurgus virginicus là một loài Hymenoptera trong họ Andrenidae. Loài này được Cockerell mô tả khoa học năm 1907.